# Fumane (jaskinia)
Fumane (znana też jako Stazione della Neve lub Riparo Solinas) – jaskinia znajdująca się w północnych Włoszech, w regionie Veneto. Paleolityczne stanowisko archeologiczne.
Jaskinia położona jest ok. 20 kilometrów na północny zachód od Werony, w zachodniej części gór Lessini, stanowiących część pasma Prealp Weneckich. Jej nazwa pochodzi od pobliskiej miejscowości Fumane. Pierwsze odkrycia zabytków prehistorycznych w jaskini miały miejsce w 1964 roku, zakrojone na szeroką skalę prace archeologiczne pod kierownictwem A. Broglio i M. Cremaschiego rozpoczęły się jednak dopiero w latach 80. XX wieku. Miąższość warstw na stanowisku wynosi 10 m, zawierają one sekwencje dolno- i górnopaleolityczne. W poziomach środkowopaleolitycznych znalezione zostały zęby należące do neandertalczyka.
Dolne warstwy stratygraficzne zawierają ślady kultury mustierskiej z ostrzami typu lewaluaskiego oraz znaleziskami dzikiej fauny związanymi z aktywnością człowieka. Powyżej nich następują poziomy oryniackie, datowane na 40-30 tys. lat temu, w których odkryto liczne przemysły kamienne charakteryzujące się smukłymi ostrzami mikrolitycznymi, wykorzystywane jako ozdoby muszle mięczaków morskich, a także sześć odłupków skalnych z malowidłami wykonanymi czerwoną ochrą. Na jednej z nich przedstawiono antropomorficzną postać, na innej czworonożne zwierzę; znaczenia malunków z pozostałych nie udało się rozpoznać.